# Rodney Turner
Rodney Francis Turner (* 29. September 1909 in Sutton (Norfolk); † 19. September 1995 in  Edgefield) war ein britischer Autorennfahrer.

## Karriere im Motorsport
Rodney Turner war in seiner Fahrerkarriere einmal beim 24-Stunden-Rennen von Le Mans am Start. 1935 fuhr er gemeinsam mit Charles Goodacre einen Austin 7, der nach 89 gefahrenen Runden nach einem Unfall ausfiel. Beim 500-Meilen-Rennen von Brooklands 1934 kam er in einem Austin mangels zurückgelegter Distanz nicht in die Wertung.

## Statistik

### Le-Mans-Ergebnisse
| Jahr | Team                 | Fahrzeug | Teamkollege      | Platzierung | Ausfallgrund |
| ---- | -------------------- | -------- | ---------------- | ----------- | ------------ |
| 1935 | Austin Motor Company | Austin 7 | Charles Goodacre | Ausfall     | Unfall       |